# Oops!... I Did It Again
Oops!... I Did It Again е вторият студиен албум на американската певица Бритни Спиърс, издаден на 16 май 2000 г. от Джайв Рекърдс. По данни на звукозаписната компания, която издава албумът, в първия ден от пускането му на музикалния пазар, продажбите от Oops!... I Did It Again надхвърлят половин милион копия. Една седмица след излизането на албумът, продажбите от него достигат 1.3 милиона копия, с което оглавява класацията за албуми Билборд 200 и поставя рекорд за най-добре продаван албум на жена изпълнител, в седмицата на издаването му.
Албумът оглавява музикалните класации и в Канада, а във Великобритания достига второ място по продажби.
Oops!... I Did It Again носи на Бритни Спиърс номинация за Грами в категорията Поп албум на годината.

## Списък на песните

### Оригинален траклист
1. Oops!... I Did It Again – 3:31
2. Stronger – 3:23
3. Don't Go Knockin' on My Door – 3:14
4. (I Can't Get No) Satisfaction – 4:28
5. Don't Let Me Be the Last to Know – 3:50
6. What U See (Is What U Get) – 3:14
7. Lucky – 3:25
8. One Kiss from You – 3:23
9. Where Are You Now – 4:39
10. Can't Make You Love Me – 3:16
11. When Your Eyes Say It – 4:06
12. Dear Diary – 2:46

### Интернационално издание
1. Girl in the Mirror – 4:06
2. Dear Diary – 2:46

### Азиатско издание
1. When Your Eyes Say It – 4:06
2. Girl in the Mirror – 4:06
3. You Got It All – 4:40
4. Dear Diary – 2:46

### Японско, Австралийско, Мексиканско, Азиатско и Британско специално издание
1. When Your Eyes Say It – 4:06
2. Girl in the Mirror – 4:06
3. You Got It All – 4:40
4. Heart – 3:31
5. Dear Diary – 2:46

### Австралийско специално издание
1. Don't Let Me Be the Last to Know (албумна версия) – 3:50
2. Don't Let Me Be the Last to Know (Hex Hector Radio Mix) – 4:01
3. Don't Let Me Be the Last to Know (Hex Hector Club Mix) – 10:12
4. Stronger (MacQuayle Mx Show Edit) – 5:21
5. Stronger (Pablo La Rosa's Tranceformation) – 7:21
6. Oops!... I Did It Again (видеоклип) – 4:11
7. Lucky (видеоклип) – 4:07
8. Stronger (видеоклип) – 3:37
9. Don't Let Me Be the Last to Know (видеоклип) – 3:51

### Азиатско специално издание
1. Oops!... I Did It Again (видеоклип) – 4:20
2. Lucky (видеоклип) – 4:14
3. Stronger (видеоклип) – 3:47
4. Oops!... I Did It Again (караоке) – 4:17
5. Lucky (караоке) – 4:18
6. Stronger (караоке) – 3:46

## Сингли
- Oops!... I Did It Again
- Lucky
- Stronger
- Don't Let Me Be The Last To Know